# رود سول
رود سول (روسی: Соль) یک رودخانه در سرزمین پرم کشور روسیه است.